# Grano rosso sangue 3
Grano rosso sangue 3 (Children of the Corn III: Urban Harvest) è un film direct-to-video del 1995 diretto da James D. R. Hickox, ispirato al racconto I figli del grano contenuto nella raccolta A volte ritornano di Stephen King. Nel film, appare in un piccolo ruolo non accreditato l'attrice modella Charlize Theron, all'epoca delle riprese diciottenne.
L'edizione home video è stata distribuita con il titolo Grano rosso sangue 3 - Urban Harvest.

## Trama
Dopo essere rimasti orfani, Joshua ed Eli Porter partono da Gatling e si recano a Chicago, dalla famiglia adottiva. Il malefico Eli, però, si è portato dalla campagna i semi del male e si mette a coltivare dietro casa del granturco con l'intento di diffondere il culto di Colui che cammina dietro i filari anche tra i giovani della città.